# Lydie Schmit
Pour les articles homonymes, voir Schmit.
Lydie Schmit, née le 31 janvier 1939 à Esch-sur-Alzette et morte le 7 avril 1988, est une femme politique luxembourgeoise.

## Biographie
Lydie Schmit est originaire d’une famille ouvrière. Elle s’intéresse d’abord à la pédagogie et devient professeur dans l’enseignement secondaire. Son travail de candidature pour l’admission à la fonction d’enseignant « Beitrag zur geschichtlichen Entwicklung der Luxemburger Gewerkschaften » (Contribution sur le développement historique des syndicats luxembourgeois) montre déjà son intérêt pour le mouvement ouvrier. En 1970 elle adhère au parti ouvrier socialiste luxembourgeois, après une scission de ce parti. Lydie Schmit s’engage d’abord dans la politique communale à Schifflange, devient secrétaire générale des « Femmes socialistes », qui prennent alors un nouvel essor. Dès 1973 elle fait partie de la direction du parti et en devient présidente en 1974, la première femme en Europe à détenir un tel poste. Lydie Schmit prend ces responsabilités à un moment où, pour la première fois depuis des décennies, une coalition DP – LSAP dispose d’une majorité de gouvernement, une période de réformes mais aussi de crise. Comme présidente du parti, Lydie Schmit est confrontée aussi bien à des discussions internes sur la politique nucléaire, l’environnement et la paix, qu’à la création de mouvements  de gauche et alternatifs qui font concurrence au LSAP. Ces groupements défendent parfois des points de vue, dans la politique du désarmement par exemple, avec lesquels elle sympathise personnellement, mais qui ne correspondent pas à la ligne officielle du parti.
En 1979 elle est élue au parlement, mais après une année déjà elle se retire de la politique nationale pour réintégrer son travail. En 1980 elle devient présidente de la « Sozialistische Fraueninternationale » et par là automatiquement aussi vice-présidente de la « Sozialistische Internationale ». En 1984 elle est élue députée européenne. Au Parlement Européen elle s’intéresse surtout à la politique des femmes et à la solidarité internationale. À cette époque elle noue des contacts avec de nombreuses personnalités internationales de la gauche comme Olof Palme, Willy Brandt ou Mario Soares.
Mais en même temps elle s’engage de plus en plus pour les droits des femmes au sein de l’Internationale socialiste. Ainsi fait-elle passer une résolution d’après laquelle tous les partis socialistes sont censés introduire dans leurs instances la parité hommes/femmes.